# CIEC

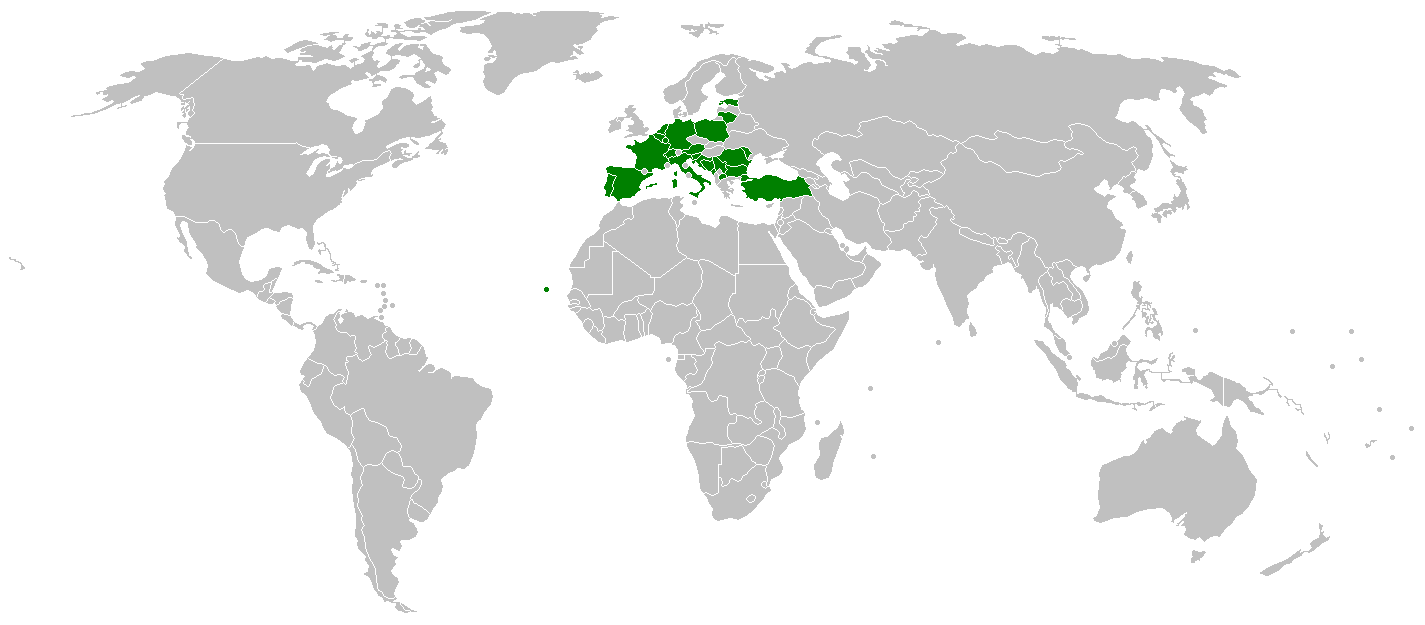
Statele membre ale Comisiei Internaționale de Stare Civilă

Comisia Internațională de Stare Civilă (prescurtare CIEC) este un organism interguvernamental ale cărui obiective sunt următoarele:
- facilitarea schimburilor de acte legale și orice documente privind starea civilă ;
- căutarea de metode legale și tehnice de ameliorare a activității departamentelor responsabile cu starea civilă în statele membre;
- sprijinul în armonizarea și uniformizarea legislației privind starea civilă și dreptul familiei, prin elaborarea de convenții internaționale;
- cooperarea cu alte organisme internaționale care au legătură cu drepturile personale și cu dreptul familiei.

Comisia Internațională de Stare Civilă cuprinde 16 membri, dintre care 11 state membre ale Uniunii Europene (Austria, Belgia, Germania, Franța, Grecia, Italia, Luxemburg, Olanda, Portugalia, Spania, Regatul Unit). Alte state: Republica Moldova.